# شبكة تلفزيون نيبون
شركة شبكة تلفاز نيبون (باليابانية: 日本テレビ放送網株式会社، بالروماجي: Nihon Terebi Hōsōmō Kabushiki-gaisha) هي شبكة تلفاز تقع في شيودومي في ميناتو، طوكيو.

## وصلات خارجية
- الموقع الرسمي
- NTV 60th Year Website (باليابانية)
- الموقع الرسمي
- Nittele G+ Official Site نسخة محفوظة 25 سبتمبر 2010 على موقع واي باك مشين. (باليابانية)
- News Zero
- News Every
- Nittele News 24
- . على يوتيوب
- Collection of Nippon Television's Idents, Hato no Kyojitsu

## اختصار

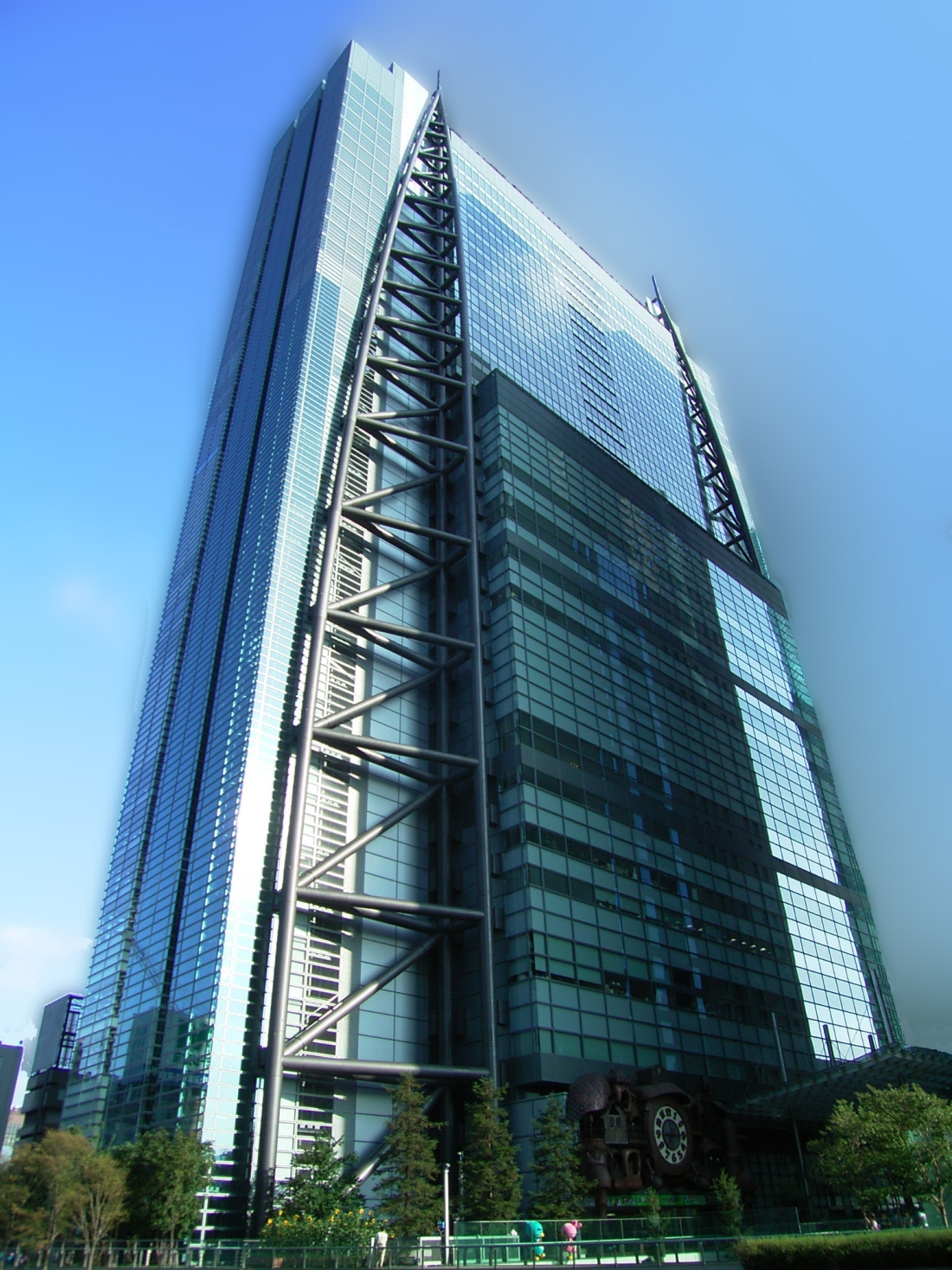
مبنى إدارة شبكة تلفزيون نيبون في 1-6-1, هيغاشيشينباشي، ميناتو-كو، طوكيو، اليابان.

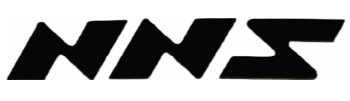
الشعار

شركة نيبون التلفزيونية (NNS؛(باليابانية: 日本テレビネットワーク協議会
)) هي شبكة تلفزيونية يابانية تنظمها شركة يوميوري شيمبون القابضة من خلال شركتها التابعة شبكة تلفزيون نيبون (NTV). NTV تزود الترفيه وبرامج لاإخبارية أخرى عن طريق NNS
التوزيع لنشرات الأخبار التلفزيونية الوطنية هي مقبوضة من شبكة أخبار نيبون، شبكة أخرى مثبتة من قبل تلفزيون نيبون.